# Пјетро Мартире де Ангијера
Пјетро Мартире де Ангијера (итал. Pietro Martire d'Anghiera, 1457-1526), италијански писац, историчар и хуманиста, заслужан за развој хуманизма у Шпанији. Аутор најранијих описа Новог света.

## Биографија
Пјетро Мартире рођен је 1457. у селу Арона код града Ангијера у северној Италији, у сиромашној племићкој породици. Његова каријера почела је на војводском двору у Милану; одатле је отишао у Рим да служи као секретар градског гувернера, Франческа де Негрија, током понтификата папе Иноћентija VIII (1484-1492). Као члан хуманистичког круга окупљеног око Римске академије, спријатељио се са моћним покровитељима као што су кардинал Асканио Сфорца и гроф Тендиља, шпански амбасадор на папском двору. Када је 1487. гроф Тендиља убедио д'Ангијеру да се пресели на шпански двор, д'Ангијера је обећао Сфорци да ће му редовно писати о догађајима у Шпанији.

### Рад у Шпанији
Д'Ангијера је стигао у Шпанију 1488. Рукоположен за свештеника, постављен је за капелана и хуманисту на краљевском двору. На двору краљице Изабеле од Кастиље отворио је школу класичних језика и књижевности. Међу његовим првим ученицима била је принцеза Хуана, која је стекла солидно класично образовање пре него што је ушла у историју као Луда Хуана. Уз то, Пјетро је написао прву историју открића у Америци, 1504. године, под насловом О стварима океана и новог света (лат. De rebus oceanis et novo orbe), познатија под скраћеним насловом О новом свету (лат. De orbe novo decades). Две последње речи имале су удела у давању имена Новом свету, заједно са Веспучијевом ранијом упоредом тог израза (1502).
Године 1518. именован је за дворског саветника и постављен за члана Савета за Индију, а 1520. постављен је за дворског историографа у знак признања за књигу О новом свету. Године 1524. краљ га је именовао за опата острва Сантјаго (Јамајка). Ова опатија је основана 1515. у Новој Севиљи, првом граду који је 1509. основао Колумбов син, Дијего Колон (тада новоименовани вицекраљ Индије), на месту на коме су Колумбо и његова посада доживели бродолом. нешто више од годину дана по повратку са свог четвртог и последњег путовања. Мартире је искористио црквену десетину из своје опатије за изградњу прве камене цркве у Новој Севиљи и успео је да извуче потребна средства од цара Карла V. Мартире никада није крочио на Јамајку или у било који део Новог света о коме је писао.

### Смрт
Преминуо је на шпанском двору у Гранади у октобру 1526.